# 邁耶頓 (豪登省)

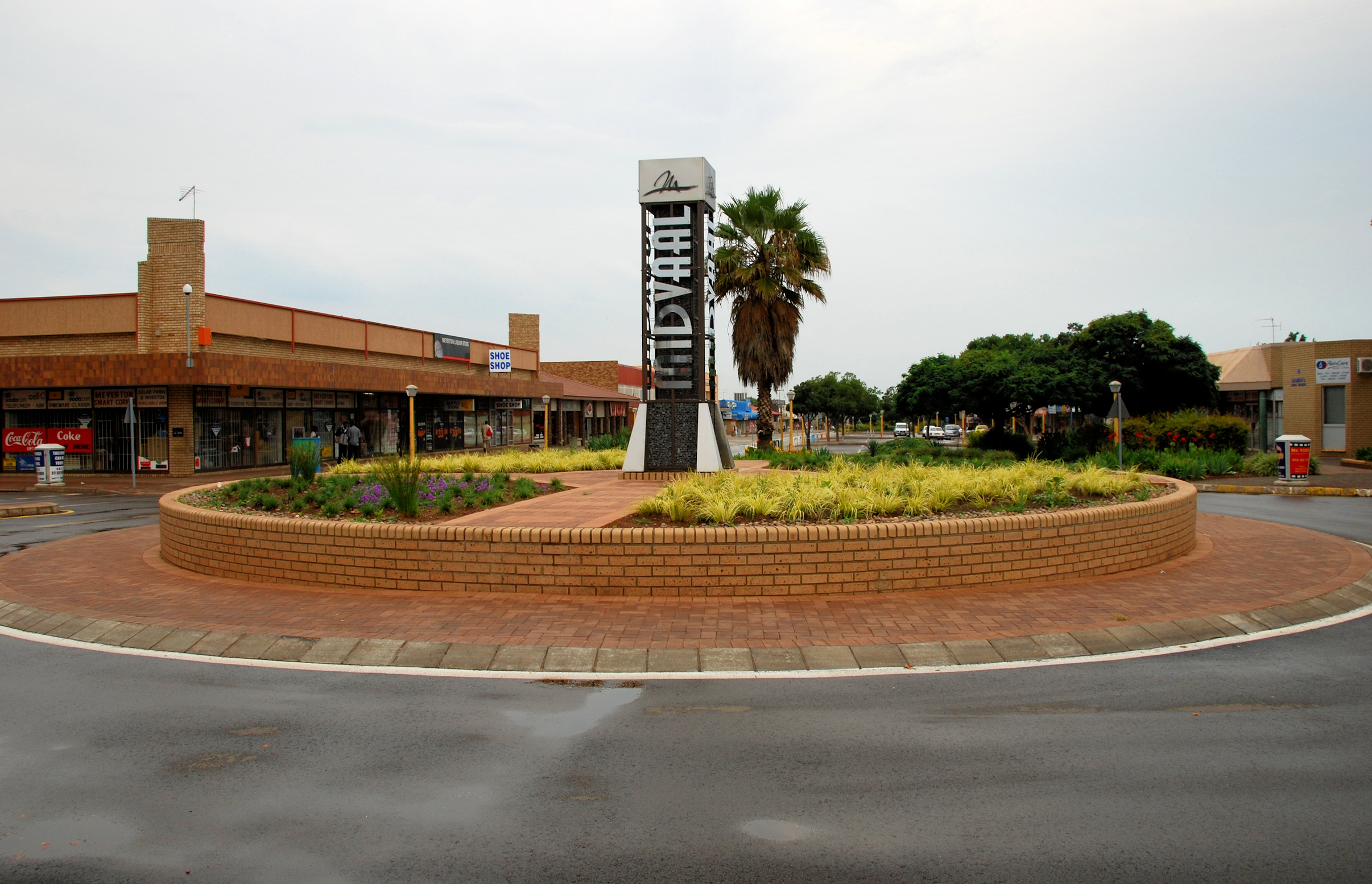
邁耶頓

邁耶頓是南非的城鎮，位於該國東北部，由豪登省負責管轄，距離弗里尼欣15公里，始建於1891年，面積114.28平方公里，2001年人口24,215，人口密度每平方公里約210人。

## 外部連結
- Tuning Firm Dutch Automotive
- Midvaal Local Municipality （页面存档备份，存于）
- Vaal Triangle Info
- Meyerton Police Precinct （页面存档备份，存于）